# انهيار انهماري

منحنى I-V لثنائي أقطاب من نمط زينر يظهر انهيار زينر والانهيار الانهماري.

الانهيار الانهماري أو الانهيار التيهوري أو الانكسار الانهياري (بالإنجليزية: Avalanche breakdown)‏ هو نمط من أنماط الانهيار الإلكتروني، والذي يحدث في المواد شبه الموصلة والعازلة بسبب حدوث تضاعف في التيار الكهربائي، بشكل يسمح بمرور تيارات كبيرة داخل مواد تعد من حيث المبدأ عوازل جيدة.
يعود سبب مرور تلك التيارات عندما تستطيع الإلكترونات، وهي الجسيمات الحاملة للشحنة الكهربائية، أن توجد في نطاق التوصيل وأن تتسرع بسبب حقل كهربائي إلى قيم طاقية كافية أن تشكل ثغرات إلكترونية حرة أو متحركة عن طريث التصادم مع الإلكترونات المرتبطة. تلاحظ ظاهرة الانهيار الانهماري في المواد شبه الموصلة، مثل السيليكون.